# Hong Kong Tennis Classic 2010
Hong Kong Tennis Classic 2010 - выставочный теннисный турнир в Гонконге, Китай. Проводится в рамках серии турниров в азиатско-тихоокеанском регионе, подготовительных к Australian Open.
Турнир-2010 второй год подряд проведен по следующей схеме: организаторы пригласили 4 команды по континентальному и национальному признаку - Европы, Америки, Азии и России.
Турнир проводился с 6 по 9 января.

## Сеянные
| Посев | Команда            | Игроки                                            |
| 1.    | Европа             | Каролина Возняцки Виктория Азаренко Стефан Эдберг |
| 2.    | Америка            | Винус Уильямс Хисела Дулко Майкл Чанг             |
| 3.    | Россия             | Мария Шарапова Вера Звонарёва Евгений Кафельников |
| 4.    | Азия и Тихий океан | Чжэн Цзе Аюми Морита Парадорн Шричапан            |

## Основной турнир

### 1/2 финала
| Россия                             | 3-1          | Азия и Тихий океан            |
| Вера Звонарёва                     | 6-2 6-2      | Аюми Морита                   |
| Мария Шарапова                     | 6-7 6-4 6-2  | Чжэн Цзе                      |
| Евгений Кафельников                | 2-6 6-1 4-10 | Парадорн Шричапан             |
| Мария Шарапова Евгений Кафельников | 6-4 7-5      | Аюми Морита Парадорн Шричапан |

| Америка                  | 1-3  | Европа                          |
| Жисела Дулко             | 1-6* | Виктория Азаренко               |
| Винус Уильямс            | 6-4  | Каролина Возняцки               |
| Майкл Чанг               | 4-6  | Стефан Эдберг                   |
| Винус Уильямс Майкл Чанг | 5-7  | Каролина Возняцки Стефан Эдберг |

* - матчи второго дня укорочены из-за дождя

### Финалы

#### Финал B
| Америка                  | 2-2*           | Азия и Тихий океан         |
| Жисела Дулко             | 5-7, 6-3, 4-10 | Аюми Морита                |
| Винус Уильямс            | 6-3 6-2        | Чжэн Цзе                   |
| Майкл Чанг               | 4-6 6-2 6-10   | Парадорн Шричапан          |
| Винус Уильямс Майкл Чанг | 4-6 6-3 11-9   | Чжэн Цзе Парадорн Шричапан |

* - Америка выиграла встречу, как победитель микста.

#### Финал A
| Европа                          | 1-2      | Россия                             |
| Стефан Эдберг                   | 5-7, 4-6 | Евгений Кафельников                |
| Каролина Возняцки               | 5-7, 3-6 | Мария Шарапова                     |
| Каролина Возняцки Стефан Эдберг | 6-4, 6-3 | Вера Звонарёва Евгений Кафельников |